# Sahibzada Ajit Singh Nagar
Sahibzada Ajit Singh Nagar, znane też jako Mohali – miasto w Indiach, w stanie Pendżab. W 2011 roku liczyło 166 864 mieszkańców.